# Антон Брукнер
Антон Бру́кнер (нім. Anton Bruckner; 4 вересня 1824, Ансфельден, Верхня Австрія — 11 жовтня 1896, Відень) — австрійський композитор, органіст, педагог.

## Біографія

### Ранні роки (1824—1841)
Рід Брукнерів має давнє коріння, що просліджується аж до 12 сторіччя. Предки Брукнера мали, здебільшого, ремісничі професії; проте його дід, Йозеф Брукнер, отримав посаду сілького вчителя. Згодом (1823) батько, Антон Брукнер-старший, успадкував цю посаду, продовжуючи дідову справу. До його обов'язків входили й музичні: батько Брукнера грав на органі в церкві, піклувався про музичне оформлення різних імпрез, і навіть писав музичні твори. Мати композитора, Тереза Брукнер (до шлюбу Гельм), була дочкою службовця.
Антон Брукнер народився у містечку Ансфельден 4 вересня 1824 року. З раннього дитинства він починає музикувати: вчиться грати на маленькій скрипці й спінеті, з 10 років співає в церковному хорі, й часом навіть грає замість батька на органі. З 1835 по осінь 1836 малий Брукнер живе й навчається в органіста Йоганна Вейса у Гершинзі. Тут він, зокрема, познайомився із технікою генерал-басу, та продовжував вчитися грати на органі. Тут Антон зробив перші спроби компонування музики (каденції-вставки), а також виконував вільні органні імпровізації. Імовірно, до цього періоду відноситься перший відомий повноцінний музичний твір композитора — Pange lingua для хору.
4 липня 1837 року, у віці 46 років, від запалення легенів помирає батько композитора. Антону було тоді лише 12. Мати віддала його на навчання до т. зв. народної школи при монастирі св. Флоріана. Антон і ще двоє хлопчиків-співаків хору жили в будинку монастиря. Тут була багата картинна галерея та бібліотека, але найголовніше — прекрасний орган, побудований ще 1770 року Францом Хрістіаном. Органістом тут був Антон Каттінгер, який також навчав Брукнера гри на клавірі й органі. Окрім того Брукнер вчився гри на скрипці у Франца Грубера, учня Ігнаца Шуппанціга (останній свого часу був близьким другом Бетховена).
Після монастирської школи Брукнера скерували у Лінц на спеціальний 10-місячний курс для отримання звання «помічника вчителя звичайної школи», куди він успішно вступає 1 жовтня 1840 року, а 16 серпня наступного року закінчує курс, блискуче здавши екзамени. До навчальної програми тут входили, крім гуманітарних і природничих наук, спів, гармонія, генералбас і гра на органі. Музико-теоретичні дисципліни тут викладав добре обізнаний педагог, Август Дюрнбергер, який написав «Елементарий підручник гармонії і генералбасу». Як педагог, так і його книга, суттєво вплинули на формування Брукнера як музиканта. Завдяки Дюрнбергеру Брукнер познайомився із музикою Йоганна Себастіана Баха, Гайдна, Моцарта. У 1821 у Лінці заснували Музичне товариство, де, зокрема, виконували увертюри до опер Вебера «Вільний стрілець» та «Евріанта», а також Четверту симфонію Бетховена.

### Брукнер-учитель (1841—1855)
Здобувши титул помічника учителя школи, Брукнер із 3 жовтня 1841 року виконує ці обов'язки у Віднгаазі, невеликому селі біля кордону з Чехією. Робота була важкою, включала окрім проведення уроків ще багато інших обов'язків, а також наддовгий робочий день (починався о 4 ранку влітку та о 5 взимку). Окрім виконання обов'язків у школі, Брукнер також віддавав час музикуванню, зокрема на весіллях й інших святах. Тут він навіть знаходив час писати музику: маленьку месу в до мажорі для контральто, органа й двох валторн.
Згодом, через невдоволення його Віндгаазького керівника надто активними музичними заняттями Брукнера, його перевели до села Кросторф. Тут йому працювалось значно краще, оскільки тутешній керівник краще ставився до Брукнерової пристрасті до музики. Окрім того, тут Брукнер знайшов друга-музи́ку, який щонеділі організовував концерти, а також надав Брукнерові в користування спінет. В такий спосіб Брукнер отримав можливість вивчати «Добре темперований клавір» та інші твори Баха. У сусідньому Еннсі Брукнер брав уроки в органіста і регента Леопольда фон Зенетті (клавір, орган, герелабас, теорія музики), а в Штейрі Брукнер познайомився із Кароліною Еберсталлер, яка добре знала музику Франца Шуберта (колись навіть музикувала з ним «у чотири руки»). Вона відкрила Брукнерові музичний світ цього композитора, який згодом вплинув на музичну мову самого Брукнера.
У Корнсторфі Брукнер організував чоловічий вокальний квартет (сам співав партію баса), для якого написав кілька композицій: «Застільну пісню» і духовні Libera me, Tantum ergo, Месу для чотириголосого хору і Реквієм для чоловічого хору з органом. Його органові імпровізації викликали захоплення публіки.

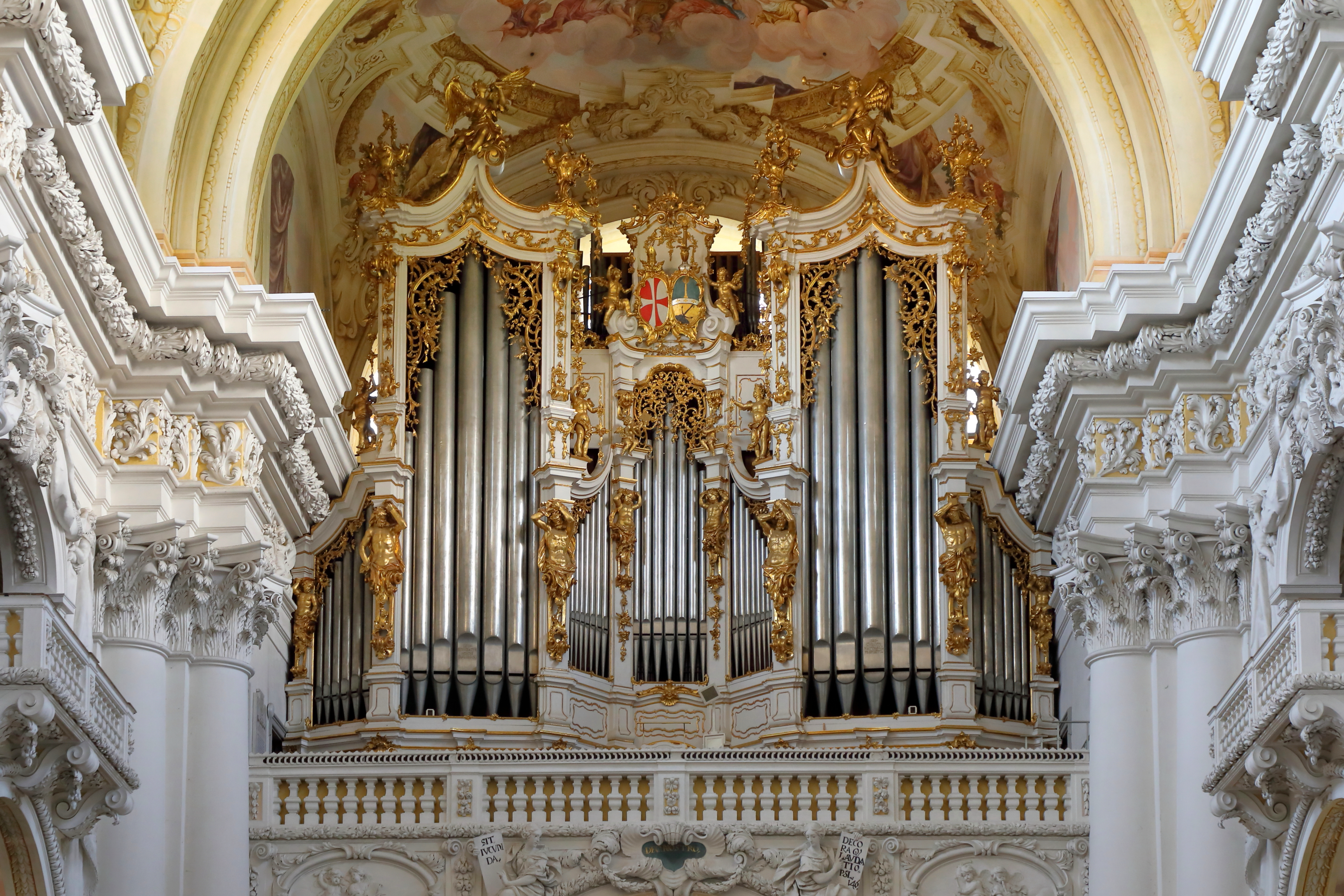
«Орган Брукнера» у монастирі св. Флоріана

Склавши екзамени на звання старшого вчителя (Oberlehrer), у червні 1845 Брукнер отримує посаду у школі при монастирі св. Флоріана, де сам колись навчався. Відтепер йому не потрібно було виконувати цілий ряд тривіальних обов'язків «помічника» й він міг присвятити себе педагогіці й музиці. Він отримав доступ до прекрасного монастирського органа. Окрім виконання своїх вчительських обов'язків, він продовжував брати уроки музики у свого давнього наставника Каттінгера, а також у Леопольда Зеннеті із Еннса.
У монастирі Брукнер пропрацював 10 років: від червня 1845 до грудня 1855. За цей час він написав ряд творів, ось деякі із них: п'ять Tantum ergo для мішаного хору (1846), Реквієм ре мінор (1849, написаний після втрати близького друга, Франца Зейлера), Реквієм та «Урочиста меса» (Missa solemnis) сі-бемоль мінор (1854); хори, пісні, кантати, магніфікат, фортепіанні п'єси, органні прелюдії та фуги, й ін. Брукнерові обов'язки поступово зміщуються у бік все більш музичних, зокрема після смерті Каттінгера (1848) він стає замість нього органістом монастиря. Проте, з часом він прийшов до становища, коли ставлення до музики в монастирі як до дечого другорядного, неважливого, почало йому сильно заважати. «Я ніколи не буваю радісним, і мушу від усіх приховувати свої плани», писав він.

### Від органіста до композитора (1855—1868)
У 1855 Брукнер, здавши потрібні екзамени, отримує кваліфікацію вчителя Hauptschule, «головної школи». Він також отримав схвальні відгуки від Віденського придворного капельмейстра Ігнаца Асмайра (1852, осінь 1854). Паралельно він пробував отримати посаду судового службовця, заради чого протягом двох років безплатно виконував обов'язки переписувальника у суді. Проте, із беззаперечним успіхом виступивши 13 листопада 1855 року у Лінці на конкурсі органістів, він отримує посаду «тимчасового» органіста одночасно в двох соборах цього міста. 8 грудня цього року Брукнер мав свій перший виступ як церковний органіст в Лінці.
Отримуючи достатню зарплатню, аби могти мати справу лише з музикою, Брукнер вирішує присвятити час додатковій музичній освіті. Спершу, з 1856 по 1861, Брукнер був учнем у класі Сімона Зехтера, поважного Віденського музичного теоретика, органіста й професора консерваторії. Брукнер працював настільки самовіддано, що в одному з листів Зехтер навіть висловив побоювання за його здоров'я. Цей курс охоплював генералбас, гармонію, контрапункт (зокрема фугу) та гру на органі. Після отримання диплома про завершення курсу Брукнер, бажаючи отримати звання професора, пробує скласти відповідний екзамен. На це один з екзаменаторів тоді вигукнув: «Але ж це він повинен нас екзаменувати!» — так переконливо Брукнер показав свою майстерність (та й за віком він був досить поважним — 37 років). Саме цей екзаменатор, Йоганн фон Гербек, згодом буде багато допомагати Брукнерові під час його перебування у Відні. Проте титулу професора йому тоді таки не надали.
Брукнер відчував потребу додаткових занять, цього разу не щодо контрапункту і генералбаса, як у Зехтера, а всього, що стосувалося музики його сучасності. Тепер його наставником став Отто Кіцлер, віолончеліст і диригент, який на той час працював капельмейстром у Лінцському театрі. У нього Брукнер знайомився з оркестровими партитурами класиків і сучасників, зокрема Бетховена і Вагнера. Саме як «навчальну» в класі Кіцлера Брукнер написав свою першу симфонію (1863, фа мінор; ця симфонія не увійшла в традиційну нумерацію). Лише після закінчення курсу у Кіцлера Брукнер сказав: «Тепер мені час писати музику!». Йому тоді було ледь не 40 — так довго цей композитор шліфував свій талант навчанням.
Першим Брукнеровим твором, що здобув славу стала ре мінорна Меса № 1 (попередні не нумерувались), написана й вперше виконана 1864 року. 1865 року Брукнер почав писати свою другу (за прийнятою нумерацією — першу) симфонію до мінор. У 1865, коли Ріхард Вагнер у Мюнхені ставив свою оперу «Трістан та Ізольда», Брукнер уперше зустрівся із ним. Музика «Трістана» викликала у Брукнера неабияке захоплення. Того ж року Брукнер у Відні слухає «Звсудження Фауста» під батутою автора, Гектора Беліоза. Усі ці музичні враження сприяли творчому потягу Брукнера, і на початку 1866 він завершує першу зі своїх «канонічних» 9 симфоній. Цього ж року Брукнер пише свою другу, мі мінорну Месу, за яку сучасники назвали його «Палестриною ХІХ сторіччя».

### Відень
Сімон Зехтер, у якого Брукнер брав уроки, на той час уже помер, і перед смертю встиг порекомендувати Брукнера як свого наступника на посаді професора Віденської консерваторії з гармонії та контрапункту. 1 жовтня 1868 року Брукнер вступив на цю посаду, додатково ще як викладач органа. Окрім того він виконував обов'язки органіста в придворній капелі, хоч і безплатно. Із 1870 року він також викладатиме орган, теорію музики та фортепіано в педагогічному ліцеї (Lehrerbildungsanstalt) св. Анни.
Для Брукнера також настав період небувалої слави як органіста. 1869 року, почувши Брукнерову гру на концерті, голова французької органної фірми запросив його до Парижа, де він виступав, зокрема, у Соборі Паризької Богоматері, і його гру чули Каміль Сен-Санс, Сезар Франк, Шарль Гуно та ін. Через два роки після того Брукнер дає вдалі концерти в Лондоні. Саме у Лондоні починає писати Другу симфонію. 29 вересня 1869 року Брукнер виконує в Лінці свою Месу № 2, і йому вперше (і в останнє, якщо не враховувати виплату за виданий Te deum) виплачують гонорар за його композиторську діяльність. Тоді він пише також свій мотет Locus iste — один із найкращих його мотетів.

#### Друга—Четверта симфонії
11 вересня 1872 Брукнер завершує свою Другу симфонію і невдовзі після того розпочинає роботу над Третьою. У вересні 1873 він завершує першу редакцію симфонії та одразу вирушає до Байрейта, щоб показати Ріхарду Вагнеру цю та попередню симфонії (у першій редакції в симфонії навіть були цитати з «Трістана» та «Валькірії»). Вагнер повинен був обрати ту, яку він бажає, щоб Брукнер йому присвятив. Вагнер був захоплений Брукнеровою музикою, та обрав Третю.
На жаль, ще із 1862 року у Відні відбувся розкол музичних кіл на тих, хто підтримував музичну естетику Вагнера («вагнеріанці»), та тих, хто віддавав перевагу принципам, які втілював у своїй музиці Йоганнес Брамс («брамсіанців»). Брукнер, опинившись на боці «вагнеріанців», наразив себе на нещадну критику «брамсіанців», зокрема дуже впливового музикознавця того часу Едуарда Гансліка. Майже кожна із  симфоній  Бррукнера має кілька редакцій, спричинених несприятливим ставленням оточення до Брукнерової музики, що змушувало його по кілька разів повертатись до симфонії та переробляти її. 26 жовтня 1873 у Відні відбулась прем'єра Другої симфонії. Їі нова редакція, з вкороченнями та змінами, була виконана 1876, а 1877 Брукнер знову переробляє її. Його Третя симфонія має 3 редакції. Брукнеру доводиться роками чекати на можливість виконати власні симфонії. Лише через чотири роки після написання, у 1877, вдається виконати Третю симфонію.
22 грудня 1874 Брукнер завершує першу редакцію Четвертої, «Романтичної», симфонії. Виконати цю симфонію вдалось, щоправда, лише 1881 року.

#### П'ята—Сьома симфонії
Восени 1874, через зміни в законодавстві Брукнеру доводиться відмовитись від його викладацької роботи у ліцеї св. Анни, що утруднювало його фінансове становище. Спроби отримати титул доцента у Віденській консерваторії спершу були приречені на провали через «вагнероцентричність» його музичної мови: на той час впливовим у консерваторії був Едуард Ганслік, запеклий «брамсіанець». Ганслік дозволяв собі звинувачувати Брукнера, який майже 40 років займався пильним самовдосконаленням через навчання, у браку освіти, що «впадає в очі». Навіть намагання Вагнера 1875 року посприяти виконанню у Відні Брукнерової Третьої симфонії не увінчались успіхом. Врешті 1875 йому таки надали титул доцента, проте відповідна платня була надана лише на два роки пізніше.
Попри труднощі, Брукнер продовжує писати музику. 1876 з-під його пера виходить перша редакція П'ятої симфонії. 16 грудня 1877 року нарешті дочекалась своєї прем'єри Третя симфонія. Організувати її допоміг Йоганн Гербек, який, проте, помер незадовго до самого концерту, через що Брукнерові довелось самому стати за диригентський пульт. На жаль, негативно налаштовані музиканти дозволяли собі навіть на репетиціях показувати зневажливе ставлення до Брукнера. Публіка була не більш дружньою: до кінця твору майже всі слухачі покинули зал — так спрацьовувала ворожа позиція «брамсіанців» на чолі з Едуардом Гансліком.
Після катастрофи на прем'єрі Третьої Брукнер довго не береться писати нової симфонічної музики. Натомість він знову повертається до вже написаних симфоній і переробляє їх. Між тим він пише невеликі хорові композиції. Позитивним моментом того періоду був вихід друком Третьої у видавця Теодора Реттіга. Разом із тим, у Брукнера з'явились і шанувальники, які згодом сприяли розповсюдженню його музики; насамперед це були його учні: музичний критик Август Геллеріх, який став офіційним біографом композитора, диригенти Фердинанд Леві, Франц Шальк та Фелікс Мотль, піаністи Йозеф Шальк та Август Штрадаль, органіст Рудольф Дітріх. Серед шанувальників музики Брукнера був і молодий Густав Малер.
24 січня 1878 року Брукнеру надали титул члена придворної капели, що допомогло йому матеріально, суттєво збільшивши його річну зарплатню. У 1879 він пише струнний квінтет для двох скрипок, двох альтів та віолончелі, який є єдиним камерно-інструментальним твором Брукнера. Квінтет уперше виконали 1881 року. Три місяці після закінчення квартету, у вересні 1879 року Брукнер починає роботу над Шостою симфонією, яку завершив у вересні 1881.
6 червня 1880 Брукнер виконує у Відні свою Месу № 1 і, на тому ж концерті, мотети Locus iste та Os juste; у серпні-вересні відвідує Швейцарію, де, зокрема, виступав як органіст у Цюриху, Женеві, Фрайбурзі, Берні, Люцерні та інших містах, усюди викликаючи захоплення слухавчів.
У 1881 році, 20 лютого, у Відні відбулась прем'єра Брукнерової Четвертої симфонії. Диригував симфонією Ганс Ріхтер, а посприяв цій події Ріхард Вагнер, порекомендувавши йому виконати Брукнерову симфонію, яка чекала прем'єри вже 7 років. Концерт відбувся з великим успіхом для композитора — після кожної частини симфонії його по кілька разів викликали на сцену. Попри нещадну критику Гансліка й інших «брамсіанців», у пресі з'явились і позитивні відгуки.
У травні 1881 Брукнер завершує початковий варіант свого відомого Te deum для солістів, хору та оркестру (остаточна редакція була закінчена у 1884), 3 вересня закінчує Шосту симфонію, а 23-го розпочинає роботу над Сьомою симфонією. Після останньої зустрічі з Вагнером, 26 червня 1882 у Байрейті, Вагнер обіцяв Брукнеру виконати всі його симфонії. На жаль, цієї обіцянки Вагнер не зміг виконати, бо вже 14 лютого 1883 його не стало. Сум, який пережив Брукнер через втрату кумира й друга, знайшов свій відбиток в Adagio 7 симфонії, зокрема після позначки W в партитурі, за словами композитора, він вперше «написав по-справжньому траурну музику». Цю симфонію Брукнер завершив 5 вересня 1883. Саме Сьома симфонія нині є, мабуть, найпопулярнішим твором цього композитора.
11 лютого на концерті уперше зазвучали дві середні частини Шостої симфонії. Лише Шоста і Сьома симфонії зберегли свій початковий стан донині — композитор їх не переробляв після закінчення.

#### Всесвітня слава. Восьма та Дев'ята симфонії
Прем'єра Сьомої симфонії відбулась у Лейпцигу 30 грудня 1884 (диригував Артур Нікіш), але справжній успіх ця симфонія здобула на кілька місяців пізніше — 5 квітня 1885 у Мюнхені під батутою Фердинанда Леві. Леві організував збір коштів на видання партитури симфонії, що виявився успішним. Після успіху Брукнерової музики в Німеччині, ставлення до нього змінилось і у Відні. Сам Ганслік, який раніше нещадно критикував Брукнера, тепер назвав його симфонії найвагомішими із всіх, створених з часів Бетховена. Успіхом знаменовані також прем'єри Te deum у Відні, Мюнхені, Празі, Лінці.
Із середини 1880-х років до Брукнера приходить усе більше визнання, його музика стає відомою не лише в Європі, а й в Америці. Так, протягом 1885–1890 років твори Брукнера (Третя та Сьома симфонії, Струнний квінтет) звучать у Кельні, Лінці, Відні, Гаазі, Дрездені, Франкфурті, Берліні, Нью-Йорку, Чикаго, Бостоні, Лондоні, Амстердамі, Будапешті. Старенький Ференц Ліст висловив захоплення Adagio з Сьомої симфонії, а вчитель Брамса, Едуард Марксен, назвав цю симфонію найвеличнішою симфонією того часу.
Восьму симфонію Брукнер почав писати у 1884 році. 4 вересня 1887 ця партитура була готова. На жаль, Фердинанд Леві, якому Брукнер першому показав симфонію, вирішив, що вона занадто складна для виконання, і Брукнер мусів її переробляти. Звісно, це було розчаруванням для нього. Лише у 1889–1890 роках він завершує другу редакцію, у якій, крім скорочень та інших змін, закінчення першої частини зроблено на піанісимо. На жаль, не лише Восьма цього разу редагувалась композитором: розчарування і невпевненість змусили його переробляти й попередні симфонії — Першу й Третю. Крім того, Шальк, за підтримки Леві, дозволив собі вносити зміни в партитури Четвертої та П'ятої симфоній, що відходили занадто далеко від авторського задуму, хоч і робились для легшого сприймання тогочасною публікою.
1892 року, після великого успіху Te deum у Берліні, Відні, Амстердамі, Штутгарті, Дрездені, Гамбурзі, Цинциннаті (штат Огайо, тут твір виконував хор із 800 співаків), Брукнер пише свій останній духовний твір — 150 Псалм для солістів, хору й оркестру. На світових сценах продовжують звучати його симфонії, зокрема Сьома, Четверта й Третя.
Прем'єра Восьмої симфонії відбулась 18 грудня 1892, диригував Ганс Ріхтер, і пройшла дуже успішно; після кожної із частин Брукнера вітали шквалом оплесків. Гуґо Вольф назвав її «творінням титана, яке за своїми духовними масштабами і величністю перевершує всі інші симфонії Брукнера», інші критики називали її «найвеличнішою симфонією 19 століття».
На прем'єрі П'ятої симфонії в Граці 8 квітня 1894 під батутою Франца Шалька Брукнера не було — почала даватись в знаки хвороба, і він не зміг приїхати. Ще 1890 року Брукнер, через погіршення здоров'я мусів просити відпустку в консерваторії. 1891 він вийшов на пенсію, хоч і продовжував виконувати обов'язки придворного органіста (до 1892) та давати лекції в університеті (до 1894). Того ж 1891 йому надали звання homoris causa, науковий ступінь, яку отримували без написання дисертації. У цьому році Брукнер також зробив редакцію Першої симфонії для Віденської прем'єри. В знак пошани, Брукнер присвятив цю симфонію Віденському університету.
Дев'яту симфонію Брукнер почав писати ще у вересні 1887, проте через розчарування із несприйняттям початкової версії Восьмої, перериває роботу, щоб редагувати старі твори. Після виходу на пенсію Брукнер концентрується на праці над Дев'ятою симфонією. І, хоч його здоров'я погіршується, 30 листопада 1894 року перші три частини її були готові.
До останніх днів свого життя Брукнер працював над симфонією. Зранку 11 жовтня 1896 він ще працював над її фіналом, а пообіді вже відійшов у кращий світ. Як Брукнер і просив у заповіті, його поховано у монастирі св. Флоріана, де він колись вчився, а згодом працював. Домовина розміщена у каплиці під органом монастиря, тому самому, на якому сам Брукнер колись грав.

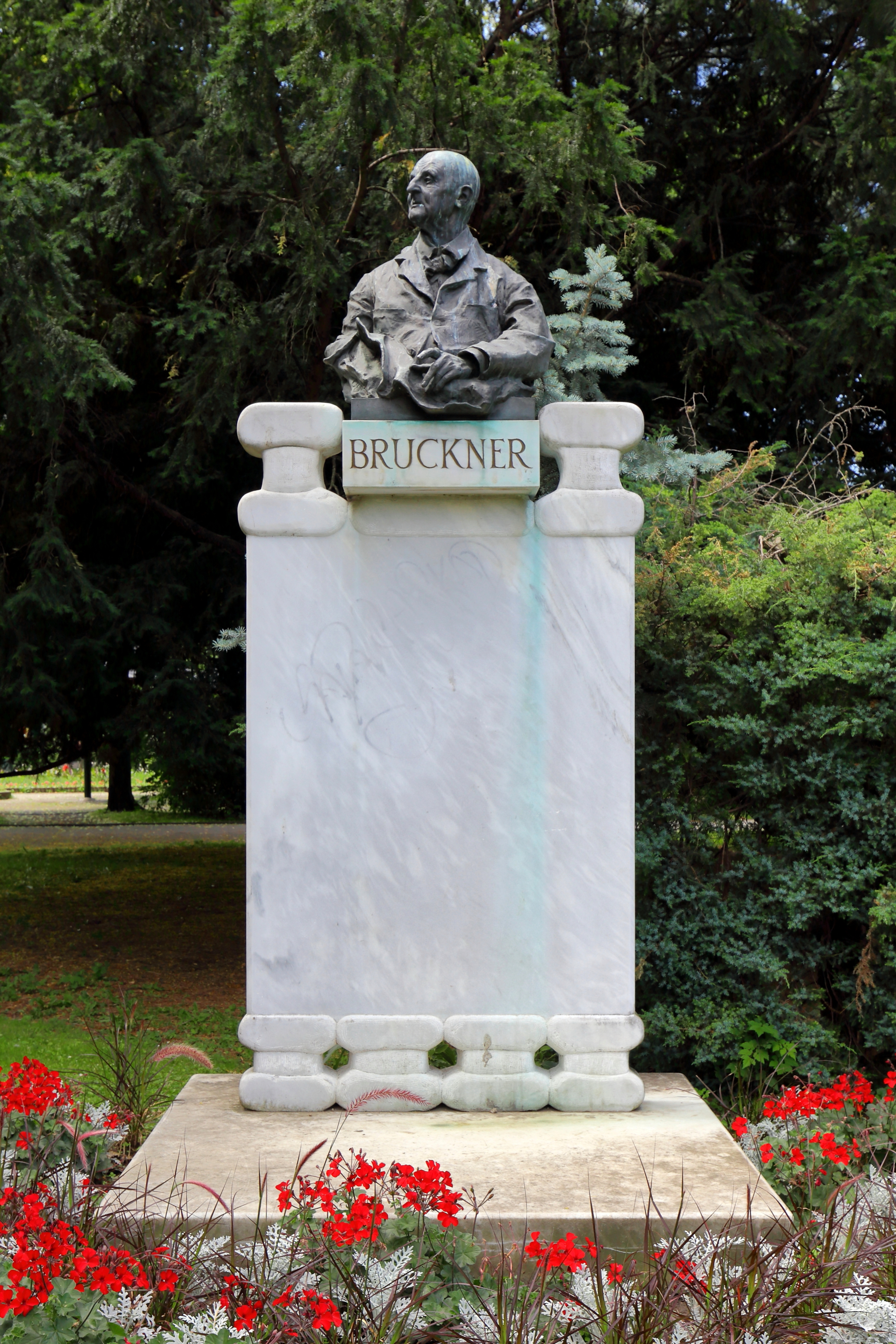
Пам'ятник Антону Брукнеру у Віденському міському парку

Прем'єра Дев'ятої симфонії відбулась 11 лютого 1903 року у Відні, диригував Фердинанд Леве. На жаль, і цього разу без редагування не обійшлось — Леве відредагував її, щоб наблизити до «вагнерівського» звучання. Проте прем'єра пройшла дуже успішно. Оригінальна ж редакція цієї симфонії вперше прозвучала у 1932 році в Мюнхені. Саме із у 30-х роках 20 сторіччя розпочалось відновлення оригінальних редакцій Брукнерових творів, і знайомство із ними публіки.

## Музика Брукнера
Брукнер відомий, насамперед, завдяки своїм 9 симфоніям. Його симфонічна мова в дечому близька до Вагнерової — хроматизована гармонія, великі масштаби форми, потужний оркестр. Проте Брукнер не був сліпим наслідувачем Вагнера — його музика є самобутнім явищем, що лише частково інспіровано Вагнеровими ідеями. Насправді ж, симфонії Брукнера належать до вершин так зв. непрограмної, «абсолютної» музики, що не має конкретного літературного сюжету. Вони глибокодраматичні і в той же час ліричні, монументальні, і одночасно дуже особисті.
Щодо форми, то Брукнер не відступає від канону 4-частинного симфонічного циклу, як це робить його послідовник Густав Малер (за винятком останньої симфонії, яку композитор не зміг дописати за станом здоров'я). Тут усе звично: перша й остання частина, як правило, написані у сонатній формі, а середнім притаманна тричастинність. Разом із тим, Брукнерова сонатна форма має свою особливу рису: заключна тема набуває майже рівноцінної ваги до головної та побічної тем, що надає експозиції тричастинної структури. Реприза в його сонатній формі може також частково накладатись на розробкову частину, надаючи проведенню головної теми розробкового характеру.
У своїх симфоніях Брукнер також надавав суттєвої ваги тиші — часто використовував генеральні паузи, щоб «перевести подих, перед тим як сказати щось важливе». Його Восьма симфонія триває близько 80 хвилин.

## Твори
- 11 симфоній, разом з двома, не позначеними номерами;
- Духовна музика (Реквієм — 1849; Магніфікат — 1852; 3 великі меси — 1864, 1866 — для хору і духового оркестру (друга ред. 1882), 1868; Te Deum — 1884; псалми, мотети та ін.);
- Світські хори («Germanenzug» для чоловічого хору й духового оркестру — 1864; «Helgoland» для чоловічого хору і оркестру — 1890 и др.);
- Твори для органа;
- Струнний квінтет (1879) та ін.